# سيدني كوتن
سيدني كوتن (بالإنجليزية: Sidney Cotton)‏ هو طيار ومصور أسترالي، ولد في 17 يونيو 1894 في كوينزلاند في أستراليا، وتوفي في 13 فبراير 1969 في لندن في المملكة المتحدة.